# Terza dominazione cinese del Vietnam
La terza dominazione cinese del Vietnam è il periodo della storia del Vietnam compreso tra la fine della prima dinastia Lý nel 602 e l'ascesa al potere del clan Khúc guidata da Khúc Thừa Dụ nel 905. L'indipendenza del Vietnam venne consolidata nel 938 con la battaglia di Bạch Đằng e l'espulsione dell'esercito degli Han del sud da parte di Ngô Quyền, fondatore della dinastia Ngô.
In questo periodo due successive dinastie imperiali cinesi governarono l'area del Vietnam settentrionale largamente corrispondente alla attuale regione di Hanoi. La dominazione ebbe inizio nel 602 con la resa del re Hậu Lý Nam Đế della prima dinastia Lý e la vittoria dell'imperatore Sui Wendi nella guerra Sui-Lý.
Tra il 602 ed il 618 la zona, divisa in tre distretti nel delta del fiume Rosso, fu sotto il controllo della dinastia Sui, mentre fra il 618 ed il 905 la dinastia Tang mantenne il controllo su questa zona del Vietnam. In questo anno la capitale Đại La venne occupata dal clan Khúc che creò una nuova entità indipendente nella regione, mentre in Cina la dinastia Tang, ormai in declino, veniva soppiantata dalla dinastia Liang posteriore.